# Feuerwehr Frankfurt (Oder)
Die Feuerwehr Frankfurt (Oder) mit Sitz in der Heinrich-Hildebrand-Straße 21 in Frankfurt (Oder) ist verantwortlich für den Brandschutz, die Technische Hilfeleistung, die Brandbekämpfung sowie den Rettungsdienst in der Stadt Frankfurt (Oder). Sie gehört zum Amt für Brand-, Katastrophenschutz und Rettungswesen und besteht aus einer Berufsfeuerwehr (BF) sowie acht Löschzügen der Freiwilligen Feuerwehr (FF). Den Löschzügen der FF sind die Jugendfeuerwehren sowie Kinderfeuerwehren angegliedert.

## Geschichte
Am 1. Juli 1865 wurde eine erste Feuerwehr in Frankfurt (Oder) gegründet und ein bezahlter Turmwächter eingestellt. Für die Anschaffung von Geräten und Fahrzeugen sorgte ab 1880 die Vereinigung von Feuerwehr und Straßenreinigungswesen. Im Jahr 1882 wurde ein telegraphenbasiertes Feuermeldesystem mit 34 Feuermeldern in Betrieb genommen. 1899 trat Frankfurt (Oder) dem im selben Jahr von Berufsfeuerwehroffizieren gegründeten Verband deutscher Berufsfeuerwehren bei und bildete am 25. Februar 1909 die Berufsfeuerwehr Frankfurt an der Oder, mit damals 24 Einsatzkräften. Ausgerüstet waren diese mit einer Drehleiter, drei Wasserwagen und fünf Druckspritzen. Eine erste Motorspritze wurde 1917 angeschafft. 1934 wurde die erste Freiwillige Feuerwehr gegründet und im selben Jahr das gesamte Feuerwehrwesen in eine Feuerschutzpolizei umgegliedert. 1962 wurde eine Tauchergruppe aufgebaut und 1968 eine neue Feuerwache in der Heinrich-Hildebrand-Straße übergeben. Am 3. Dezember 1990 wurde die Stadt Träger der Feuerwehr. Am 1. Juni 2006 wurde die Regionalleitstelle Oderland in Betrieb genommen. Sie ist für die Disposition der Notfallrettung und der Feuerwehren in der Stadt Frankfurt (Oder), dem Landkreis Oder-Spree sowie dem Landkreis Märkisch-Oderland zuständig. Die Feuerwehren der Stadt kooperieren im Bedarfsfall mit der Feuerwehr in Polen und kommen auch auf polnischem Hoheitsgebiet zum Einsatz, wie bspw. im Jahr 2007 bei einem Brand des Marktes in Słubice. Mit der Feuerwehr Słubice werden zudem gemeinsame grenzüberschreitende Übungen abgehalten und abwechselnd die Feuerwehrsternfahrt Zwei Länder – Zwei Städte – Eine Sternfahrt ausgerichtet.

## Berufsfeuerwehr
Die Berufsfeuerwehr (BF) wurde im Jahr 1909 gegründet und besteht aus Angestellten der Stadt. Sie ist die einzige BF in Deutschland, die bis jetzt keine Verbeamtungen in der Feuerwehr vorgenommen hat, da ein Beschluss des Stadtparlaments vom 5. September 1996 Verbeamtungen innerhalb der Stadtverwaltung ausschließt. Die Stadt schlug 2020 vor, die Stellen in Planstellen umzuwandeln und zukünftig sowohl mit tariflich Beschäftigten als auch mit Beamten zu besetzen. Aufgrund dieser unattraktiven Situation für potentielle Bewerber fehlen der BF Einsatzkräfte. So stehen in Frankfurt (Oder) im Brandfall anstatt geforderter 9 Einsatzkräfte der BF nur 6 zur Verfügung. Damit befindet sich die Stadt in der Gefahrenabwehr Risikoklasse 7 von insgesamt 8, wobei 8 die schlechteste ist.

## Freiwillige Feuerwehr
Die Freiwilligen Feuerwehren Frankfurt (Oder) verteilen sich auf 4 Standorte.
| Löschzug    | Standort                      | gegründet                               | Mitglieder |
| ----------- | ----------------------------- | --------------------------------------- | ---------- |
| Stadtmitte  | Heinrich-Hildebrand Straße 21 | 1955 (Auflösung 1989, Neugründung 1993) | 39         |
| Rosengarten | Hauptstraße 31                | 1908                                    | 20         |
| Booßen      | Berliner Straße 13            | 1905                                    | 27         |
| Kliestow    | Winkelweg 19                  | 1934                                    |            |
| Güldendorf  | Hohlweg 2                     |                                         |            |
| Lichtenberg | Südstraße 11a                 |                                         | 32         |
| Hohenwalde  | Dorfstraße 50                 |                                         |            |
| Lossow      | Lindenstraße 25a              |                                         |            |